# Оканоган
Вижте пояснителната страница за други значения на Оканоган.
Оканоган (на английски: Okanogan) е етническа група в Канада и Съединените американски щати. Самоназванието им е „исонкуали – нашите хора“. Кутенаите ги наричат акенуку лалам или кокену к ке, а шусвап, суунамух.
Повечето окангони живеят в канадската провинция Британска Колумбия и в щата Вашингтон. Традиционният им език е оканоган, близкородствен с колвил, сенпойл и лейкс, с които говорят един език оканоган-колвил, класифициран към клона вътрешни салиши на салишкото езиково семейство.

## История
Традиционната родина на племето се простира в южната част на Британска Колумбия и прилежащите части на Североизточен Вашингтон и Северно Айдахо. Селата им са били концентрирани главно около езерото Оканоган и по река Оканоган. От началото на 18 век започват да навлизат в горната част на долината на Никола, измествайки оттам шусвап. Групата спалумчен на шусвап постепенно силно се смесва с оканоган чрез смесени бракове и понякога се класифицират като подгрупа на оканоган. 
Когато през 1846 г. е определена границата между САЩ и Канада, племето е разделено на две като по-голямата част остава в Канада. Впоследствие 7-те групи на племето получават резервати в долината на река Оканоган. В САЩ останалата част от племето е известна като южни оканоган или синкайетки. Днес техните потомци живеят в резервата Колвил и са част от Конфедеративните племена на резервата Колвил.
Срещат първите бели търговци в началото на 19 век. Според предварителни оценки, през 1780 г. племето наброява около 3000 души. През 1811 г. е основан Форт Оканоган при устието на река Оканоган. Треската за злато през 1858 г. довежда хиляди бели миньори и авантюристи в района. Това от своя страна води до множество междуетнически конфликти. Повечето оканоган в САЩ се заселват в резервата Колвил през 1872 г. Канадските оканоган получават по-късно резервати от канадското правителство. През 1906 г. в Канада са регистрирани 824 души, а в САЩ - 527.
През 1990-те племето в Канада наброява между 2000 и 2500 души. Днес в Канада Нацията оканоган се състои от 7 групи:
- Уестбенк – контролират 5 резервата близо до Келона.
- Долни семилкамин – контролират 11 резервата
- Горни семилкамин – контролират 7 резервата
- Осойос – контролират 2 резервата в долината на река Оканоган.
- Пентиктон – контролират 3 резервата в долинота на река Оканоган.
- Върнън – контролират 6 резервата в северната част на долината на река Оканоган.
- Горни никола – живеят в района на езерото Дъглас. На оканоган са известни като групата спаксомин.

## Култура
Както и другите племена от района на Платото, оканоган се занимават с риболов, лов и събирачество. Започват да ловуват бизони източно от Скалистите планини след възприемането на коня в средата на 18 век. Двете географски разделения на племето – северни и южни се състоят от общо 5 до 10 автономни групи водени от наследствени вождове. Военни, ловни и церемониални вождове се избират, когато е необходимо.
Основно жилище на окангон е типичната за района полуподземна дървена къща, между 3 и 4,5 м в диаметър, в която живеят 1 или 2 семейства. Използват и конусовидно типи, покрито с рогозки от папур. По-късно започват да използват и кожено типи. Дрехите си изработват предимно от животински кожи. Основното мъжко облекло се е състояло от мокасини, риза, гамаши и набедреник, а женското - от мокасини, къси гамаши и рокли.
Вярват в главен бог – Създател и в множество природни духове. Най-важното нещо в живота на човек, според вярванията им, е да се сдобие с дух-помощник в лицето обикновено на някое животно, което се явява по време на сън или при ритуал, наричан "търсене на видение" . Мъртвите са увивани в кожи и рогозки (вид ръчно плетиво от треви и подобни материали) и са погребвани в земята или в скални пукнатини.